# László Lukács
László Lukács de Erzsébetváros (24. listopadu 1850, Zlatna – 23. února 1932, Budapešť) byl maďarský politik. Mezi 22. dubnem 1912 a 10. červnem 1913 byl předsedou vlády Uherska. Zastával též řadu dalších vládních funkcí: ministra financí (1895–1905, 1910–1912), ministra obchodu (1911), ministra vnitra (1912–1913), ministra zahraničních věcí (1912–1913). Byl představitelem Národní strany práce (Nemzeti Munkapárt), jejímž byl zakladatelem (spolu s Istvánem Tiszou) a předsedou v letech 1910–1918.

## Život
Pocházel ze šlechtické sedmihradské rodiny arménského původu. Vystudoval práva v Kluži. Během studentských let a po nich podnikl rozsáhlé cesty po Rakousku, Německu, Francii a Belgii. V roce 1874 byl jmenován mimořádným učitelem na Královské právnické akademii v Győru, ale v roce 1876 požádal o propuštění. Po otcově smrti v roce 1877 převzal vedení zlatenských rodinných dolů. O rok později byl prvně zvolen do parlamentu, za Liberální stranu. V letech 1887 až 1891 byl úředníkem na ministerstvu financí, v letech 1893 až 1895 státním tajemníkem tamtéž. Roku 1895 byl jmenován prvně ministrem financí. Držel tento post deset let a později se do úřadu ještě na další dva roky vrátil. Již na konci roku 1909 byl prvně pověřen jednáním o sestavení své vlády, ale neuspěl. Podařilo se mu to až roku 1912, chopil se přitom i úřadu ministra zahraničí a vnitra. V září 1912 zástupce Strany nezávislosti Zoltán Désy obvinil Národní stranu práce, že se dostala k moci krádeží, a nazval Lukácse „největším evropským panamistou“ (odkazoval tím na korupční panamský skandál ve Francii). Předseda vlády podal na Désyho žalobu pro pomluvu, jenže při jejím projednávání vyšlo najevo, že během svého působení ve funkci ministra financí dostal za záchranu státních podniků od Maďarské banky 4,5 milionu korun "všimného", které pak použil na krytí nákladů volební kampaně Národní strany práce v roce 1910. Po prohraném soudním sporu rezignoval na post premiéra, v čele strany ale zůstal. Po roce 1918 odešel z politiky, po pádu Maďarské republiky rad se ale pokusil o návrat. Založil Stranu národního středu, ta ale ve volbách v roce 1920 propadla a nedostala se do parlamentu. Brzy založil novou Národní občanskou stranu, která ve volbách v roce 1922 získala dva mandáty, Lukács se ale do sněmovny nedostal. Strana se v roce 1925 rozpadla a v dalších volbách v roce 1926 už nekandidovala. V roce 1927, po obnovení sněmovny magnátů, ho do ní jmenoval regent Miklós Horthy. Působil v horní komoře až do své smrti v roce 1932.